# Station Sokołów Podlaski
Station Sokołów Podlaski is een spoorwegstation in de Poolse plaats Sokołów Podlaski.